# 타짜: 신의 손
《타짜: 신의 손》은 2014년에 개봉한 대한민국의 도박 영화로, 타짜 시리즈의 두 번째 작품이다.

## 줄거리
함대길은 도박 세계에 발을 들인 후 사기 도박에 속임수를 당한다. 복수를 위해 그는 패자에게 치명적일 수 있는 마지막 게임에 뛰어든다.

## 캐스팅
- 최승현 : 함대길 역
  - 정윤석 : 어린 함대길 역
- 신세경 : 허미나 역
- 곽도원 : 장동식 역
- 이하늬 : 우 사장 역
- 유해진 : 고광렬 역
- 김윤석 : 아귀 역
- 이경영 : 꼬장 역
- 김인권 : 허광철 역
- 오정세 : 서 실장 역
- 고수희 : 송 마담 역
- 박효주 : 작은마담 역
- 조경현 : 김군 역
- 김원해 : 조 화백 역
- 이동휘 : 짜리 역
- 박수영 : 창식 역
- 안재홍 : 운도 역
- 김민상 : 황 박사 역
- 이준혁 : 뺀지 역
- 김대명 : 당구장 사장 역
- 박상현 : 황박사 건달 역
- 이규호 : 황박사 건달 역
- 박민수 : 아파트파 육학년 역
- 송재룡 : 꼬장하우스 충청호구 역
- 곽자형 : 꼬장하우스 충청호구 역
- 배유람 : 넙치 역
- 안재홍 : 운도 역
- 한준우 : 왕근 역
- 정다원 : 중기 역
- 차승호 : 뇌물형사 역
- 한갑수 : 추 회장 역
- 김철무 : 당구장 도박꾼 역
- 윤경호 : 당구장 도박꾼 역
- 최종률 : 유령하우스 교수 역
- 김형준 : 유령하우스 건달 역
- 배진웅 : 현재 유령하우스 건달 역
- 양명헌 : 과거 재벌남 역
- 손상경 : 신 부장 역
- 이성욱 : 부산 도박장 건달 역
- 고준 : 유령 역
- 김주헌 : 아귀 건달 역
- 김새벽 : 탈북여인 역
- 이동용 : 카센터 사장 역
- 권혁 : 다이아남 역
- 정재성 : 컨테이너 오야 역
- 장대웅 : 다세대파 아이들 역
- 하성광 : 안산 다크나이트 역
- 이준익 : 오링남 역 (특별출연)
- 오연수 : 전망대 여인 역 (특별출연)
- 여진구 : 아귀제자 역 (특별출연)
- 차태현 : 라디오 DJ 역 (특별출연)

## 제작
최동훈 감독의 도박 서사극 타짜의 흥행 성공(2006년 684만 명의 관객을 동원하여 그해 한국 영화 중 최고 흥행작 중 하나가 됨)에 따라, 제작사 싸이더스 FNH는 속편을 발표했고, 원래 장준환이 각본가/감독으로 참여하여 2008년 말 개봉을 계획했다. 그러나 사전 제작이 나중에 중단되었고, 장 감독은 영화에서 하차했다.
속편에 대한 추측은 계속되었다. 2006년 영화의 원작이 된 허영만이 그림을 그리고 김세영이 글을 쓴 유명한 국내 만화 시리즈(타짜)가 각각 전혀 다른 등장인물과 설정을 가진 네 권으로 구성되어 있기 때문이다. 타짜 2는 2006년 11월 16일 랜덤하우스 코리아에서 출간된 두 번째 권인 '타짜: 신의 손'을 기반으로 한다.
2012년, 강형철이 속편 연출을 맡기로 계약했으며, 2013년 말에 캐스팅이 확정되었다. 최승현이 주인공인 함대길 역을 맡았는데, 그는 타짜: 더 하이 롤러의 주인공인 고니의 조카이다.
촬영은 2014년 1월 2일 서울 청량리동의 한 당구장에서 시작되었다.

## 수상 및 후보
| 연도 | 시상식                       | 부문             | 수상자/후보            | 결과 |
| ---- | ---------------------------- | ---------------- | ---------------------- | ---- |
| 2014 | 51st Grand Bell Awards       | 감독상           | 강형철                 | 후보 |
| 2014 | 51st Grand Bell Awards       | 신인여우상       | 이하늬                 | 후보 |
| 2014 | 51st Grand Bell Awards       | 음악상           | 김준석                 | 후보 |
| 2014 | 35th Blue Dragon Film Awards | 여우조연상       | 이하늬                 | 후보 |
| 2014 | 35th Blue Dragon Film Awards | 편집상           | 남나영                 | 후보 |
| 2014 | 35th Blue Dragon Film Awards | 음악상           | 김준석                 | 후보 |
| 2014 | 35th Blue Dragon Film Awards | 인기스타상       | 신세경                 | 수상 |
| 2015 | 51st Paeksang Arts Awards    | 신인여우상       | 이하늬                 | 후보 |
| 2016 | 4th Annual DramaFever Awards | 최우수 장편 영화 | Tazza: The Hidden Card | 수상 |

## 수상 경력
- 2014년 제51회 《대종상》 하나금융그룹 스타상 이하늬
- 2014년 제35회 《청룡영화상》 청정원 인기스타상 신세경